# El lago del ganso salvaje
El lago del ganso salvaje (en chino, 南方 车站 的 聚会; en pinyin, Nánfāng Chēzhàn de Jùhuì; lit., Meeting at South Train Station; en inglés, The Wild Goose Lake) es una película china de suspenso y neo-noir de 2019, escrita y dirigida por Diao Yinan. La película está protagonizada por Hu Ge, Gwei Lun-mei, Liao Fan, Wan Qian, Qi Dao y Huang Jue.
Tuvo su estreno el 18 de mayo de 2019 y fue seleccionado para competir por la Palma de Oro en la edición 2019 del Festival de Cine de Cannes.

## Argumento
La película comienza con la reunión de Zhou Zenong (Hu Ge) y Liu Aiai (Gwei Lun-mei) en una estación de tren. Zhou espera reunirse con su esposa Shujun (Regina Wan), pero Hua Hua (Qi Dao), un asociado de Zhou, envió a Liu Aiai. Zhou cuenta que es el líder de una pequeña pandilla que roba motos. Uno de sus subordinados, Red Hair, le disparó a un rival en la pierna durante una discusión sobre territorios. La pandilla rival quería vengarse de Red Hair y Zhou y les tendió una trampa. Red Hair muere y Zhou recibe dos disparos. Mientras intentaba escapar bajo la lluvia, Zhou accidentalmente disparó y mató a un policía, confundiéndolo con alguien de la pandilla rival.
Mientras tanto, la policía deduce que se esconderá en el lago Wild Goose; un área sin ley de Wuhan, y colocó una red de arrastre allí para él. El líder de la policía es el Capitán Liu (Liao Fan). La policía tiene a su esposa Shujun bajo vigilancia.
Zhou había buscado a Hua Hua, un socio en el que confía, para recuperar a su esposa Shujun y que pudieran irse juntos. Hua Hua es un proxeneta en el lago Wild Goose y Liu Aiai es una de sus "bellezas" que atiende a los clientes en el lago. Hua Hua utiliza a Liu Aiai, que no es conocida por la policía, como intermediaria.
La policía ofrece un premio de 300.000 yuanes, vivo o muerto, por Zhou. Cuando Zhou se entera de la recompensa, quiere que Liu haga arreglos para que su esposa lo entregue y así pueda cobrar la recompensa, pero Hua Hua está interesado en cobrar la recompensa por sí mismo. Mientras tanto, la banda rival también busca recoger la recompensa y matar a Zhou en el proceso. Zhou finalmente es atrapado por la banda rival y apuñalado por el rival que recibió un disparo antes. Zhou logra matar a su rival y escapar, pero la banda lo persigue activamente. La policía escucha los disparos de la banda rival (que matan a un transeúnte en el proceso) y busca activamente a Zhou en las calles. Liu cree que Zhou sospecha que ella lo traicionó y trata de huir de él. Al tratar de escapar, Liu se encuentra con Yan, quien la reconoce como una de las prostitutas de Hua Hua.
Zhou le dice que tiene hambre y quiere comida y Liu y Yang van a la parte trasera de una tienda de fideos. Mientras arregla la cuenta con el dueño de la tienda de fideos, la policía llega y atrapa a Zhou en la tienda. Zhou logra salir rápidamente, pero finalmente la policía le dispara y lo mata.
Liu Aiai luego recoge la recompensa y es conducido por el Capitán Liu al banco con el efectivo. Mientras compra los cigarrillos, el Capitán ve a Liu Aiai salir del banco con el dinero. Él la sigue y la ve reunirse con la esposa de Zhou, Shujun.

## Reparto
- Hu Ge como Zhou Zenong
- Gwei Lun-mei como Liu Aiai
- Liao Fan como el Capitán Liu
- Wan Qian como Yang Shujun
- Qi Dao como Hua Hua
- Huang Jue como Yan Ge
- Chloe Maayan como Ping Ping
- Zhang Yicong como Xiao Dongbei
- Chen Yongzhong como el cliente

## Lanzamiento
La película se estrenó en el Festival de Cine de Cannes el 18 de mayo de 2019. Se estrenó en China el 6 de diciembre de 2019 y en Francia el 25 de diciembre de 2019. Su estreno para Blu-Ray y DVD se realizó el 7 de julio de 2020.

## Recepción de la crítica
En el agregador de reseñas Rotten Tomatoes, la película tiene una calificación de aprobación del 93% basada en 68 reseñas, con una calificación promedio de 7.47 sobre 10. El consenso crítico del sitio web dice: "Inteligente y elegante, The Wild Goose Lake combina la emoción de las películas de serie B con opciones cinematográficas audaces y comentarios sociales que invitan a la reflexión". En Metacritic, la película tiene un puntaje promedio ponderado de 76 sobre 100, basado en 17 críticas, lo que indica "críticas generalmente favorables".
The Wild Goose Lake recaudó 12,573 USD en los Estados Unidos y Canadá y 31 millones de dólares en otros territorios.

## Premios y nominaciones
La película fue premiada en los Asian Film Awards, en los Premios de la Crítica de Shanghái, entre otros festivales, además de ser nominada a una decena de premios alrededor del mundo, destacando su nominación a la Palma de Oro en el Festival de Cine de Cannes.
| Premio                                                        | Categoría                           | Receptor                    | Resultado |
| ------------------------------------------------------------- | ----------------------------------- | --------------------------- | --------- |
| Academy Award of Beijing Film Academy                         | Mejor Sonido                        | Yang Zhang                  | Nominado  |
| Asian Film Awards                                             | Mejor Fotografía                    | Dong Jingsong               | Ganador   |
| Asian Film Awards                                             | Mejor Sonido                        | Yang Zhang                  | Nominado  |
| Asian Film Critics Association Awards                         | Mejor Director                      | Diao Yinan                  | Ganador   |
| Asian Film Critics Association Awards                         | Mejor Fotografía                    | Dong Jingsong               | Ganador   |
| Asian Film Critics Association Awards                         | Mejor Película                      | The Wild Goose Lake         | Nominado  |
| Australian Academy of Cinema and Television Arts Awards       | Mejor Película Asiática             | The Wild Goose Lake         | Nominado  |
| Bergen International Film Festival                            | Mejor Película                      | Diao Yinan                  | Nominado  |
| Festival de Cine de Cannes                                    | Palma de Oro                        | Diao Yinan                  | Nominado  |
| China Film Critics Association Award                          | Premio de la Crítica - Top 10       | The Wild Goose Lake         | Ganador   |
| China Film Director's Guild Awards                            | Mejor Guion                         | Diao Yinan                  | Ganador   |
| China Film Director's Guild Awards                            | Mejor Actor                         | Hu Ge                       | Nominado  |
| Hamilton Behind The Camera Awards                             | Mejor Fotografía                    | Dong Jingsong               | Ganador   |
| Hamilton Behind The Camera Awards                             | Mejor Guion                         | Diao Yinan                  | Nominado  |
| Hamilton Behind The Camera Awards                             | Mejor Dirección de Arte             | Qiang Liu                   | Nominado  |
| Hamilton Behind The Camera Awards                             | Mejor Sonido                        | Yang Zhang                  | Nominado  |
| Hamilton Behind The Camera Awards                             | Mejor Montaje                       | Kong Jinlei Matthieu Laclau | Nominado  |
| Hamilton Behind The Camera Awards                             | Mejor Coreografía de Acción         | The Wild Goose Lake         | Nominado  |
| Hamilton Behind The Camera Awards                             | Mejor Banda Sonora Original         | B6                          | Nominado  |
| Hamilton Behind The Camera Awards                             | Mejores Efectos Visuales            | The Wild Goose Lake         | Nominado  |
| Huading Award                                                 | Mejor Actor                         | Hu Ge                       | Nominado  |
| Huading Award                                                 | Mejor Director                      | Diao Yinan                  | Nominado  |
| Huading Award                                                 | Mejor Película                      | The Wild Goose Lake         | Nominado  |
| Huading Award                                                 | Mejor Actriz de Reparto             | Regina Wan                  | Nominado  |
| International Cinematographers' Film Festival Manaki Brothers | Silver Camera 300                   | Dong Jingsong               | Ganador   |
| International Cinematographers' Film Festival Manaki Brothers | Golden Camera 300                   | Dong Jingsong               | Nominado  |
| International Online Cinema Awards                            | Mejor Película de habla no inglesa  | The Wild Goose Lake         | Nominado  |
| International Online Cinema Awards                            | Mejor Fotografía                    | Dong Jingsong               | Nominado  |
| International Online Cinema Awards                            | Mejor Montaje                       | Kong Jinlei Matthieu Laclau | Nominado  |
| Festival de Cine de Jerusalén                                 | Mejor Película Internacional        | The Wild Goose Lake         | Nominado  |
| Jin Zhong Youth Film Award                                    | Mejor Dirección de Arte             | Qiang Liu                   | Ganador   |
| Lisbon & Estoril Film Festival                                | Mejor Película                      | The Wild Goose Lake         | Nominado  |
| Oslo Films from the South Festival                            | Mejor Película                      | The Wild Goose Lake         | Nominado  |
| Oslo Films from the South Festival                            | Mejor Película - Premio del Público | The Wild Goose Lake         | Nominado  |
| Philadelphia Film Festival                                    | Mejor Producción Narrativa          | Diao Yinan                  | Nominado  |
| Festival Internacional de Cine de San Sebastián               | Premio Zabaltegi-Tabakalera         | Diao Yinan                  | Nominado  |
| Premios de crítica cinematográfica Shanghái                   | Mejor Película - Top 10             | The Wild Goose Lake         | Ganador   |
| To Ten Chinese Films Festival                                 | Película Destacada                  | The Wild Goose Lake         | Ganador   |
| To Ten Chinese Films Festival                                 | Mejor Actor de Reparto              | Liao Fan                    | Nominado  |
| To Ten Chinese Films Festival                                 | Mejor Logro en Dirección            | Diao Yinan                  | Nominado  |
| Weibo Awards                                                  | Película Anticipada del Año         | The Wild Goose Lake         | Ganador   |
| Writers Guild of China Film Association                       | Guion Destacado                     | Diao Yinan                  | Nominado  |
| Zhi Hu Film and TV Award                                      | Actor/Actriz del Año                | Hu Ge                       | Nominado  |
| Zhi Hu Film and TV Award                                      | Actor/Actriz del Año                | Gwei Lun-mei                | Nominado  |